# Battlefield 3
Battlefield 3 es un videojuego de disparos en primera persona desarrollado por la compañía EA Digital Illusions CE (DICE) y distribuido por Electronic Arts. Es el sucesor directo de Battlefield 2 y el undécimo de la saga Battlefield. Está disponible para Windows, Mac, Xbox 360, y PlayStation 3 desde el 25 de octubre de 2011 para Estados Unidos y para Reino Unido el 28 de octubre. El modo BETA fue estrenado el 29 de septiembre de 2011.
El videojuego fue un éxito comercial y vendió 5 millones de copias en su primera semana a la venta, además de recibir críticas positivas por parte de la prensa especializada. El videojuego es uno de los más premiados, con más de 60 premios, incluido "Mejor Juego de Acción". La secuela del videojuego, Battlefield 4, fue lanzada el 29 de octubre de 2013.

## Campaña
El modo campaña consta de 12 misiones, la mayoría a modo de flashbacks debido a que el juego se basa en los recuerdos del Sgt. Blackburn y de las historias que dos agentes de la CIA le cuentan, estos dos agentes son quienes lo interrogan; las misiones son:
- Semper Fidelis (Desarrollo:  [Nueva York; EE.UU.]): Es un flashforward de lo que sucederá al final del juego. En esta misión serás el Sgt. Blackburn y se muestra en las imágenes como corres para saltar desde un puente al techo de un tren al que luego ingresas en búsqueda de Solomon, tu objetivo. Finalmente Solomon te atrapa y te apunta con su arma, es ahí donde termina esta misión.

- Operación Swordbreaker (Desarrollo:  [Al Sulaymanyah; Irak] [Fecha: 15 de Marzo, 1000 hora Zulú]): Blackburn está ubicado en Irak con su equipo compuesto por Montes, Campo, Matkovic y Chaffin. Cole, al mando de esta unidad, les dice que deben encontrar a otra unidad con la cual han perdido contacto y creen que el PLR (los enemigos en este juego) es el responsable de esto. Blackburn y su equipo son emboscados y Chaffin queda herido debido al disparo de un francotirador. El resto del equipo sube al techo de un edificio para acabar con el francotirador y proveer ayuda al equipo médico que ha ido por Chaffin. Posteriormente descubren lo que parece ser el cable de una bomba en los vehículos de la unidad perdida de soldados que buscaban y Blackburn es enviado a desconectar el cable, al hacerlo vuelve donde su unidad que está bajo el ataque del PLR pero mientras empiezan a repeler el ataque, un enorme terremoto deja a Blackburn bajo los escombros de un edificio.

- Alzamiento (Desarrollo:  [Al Sulaymanyah; Irak] [Fecha: 15 de Marzo, 2038 hora Zulú]): Blackburn logra salir de los escombros, pero ahora se encuentra solo en un ambiente hostil, ya que el PLR se ha apoderado de la ciudad y está tomando soldados heridos como rehenes. Blackburn se enfrenta continuamente a varios soldados del PLR mientras busca a su equipo. Finalmente y por casualidad se encuentra con Montes y junto a él se juntan con los demás marines mientras son atacados por el PLR. Finalmente logran escapar en un Osprey.

- Cacería (Desarrollo:  [USS George H.W. BUSH; Golfo Pérsico - Espacio aéreo del Aeropuerto de Mehrabad, Teherán; Irán] [Fecha: 31 de Octubre, 0600 hora Zulú]): Ahora el jugador pasa a controlar a la teniente Colby Hawkins, una Oficial de Sistemas de Armas (WSO) a bordo de un F-18. Ella está encargada de realizar un ataque aéreo sobre una base militar donde supuestamente se encuentra Al-Bashir, líder nominal del PLR. No sin antes enfrentarse a varios SU-35 enemigos, acto seguido de derribar a los cazas enemigos, atacan la base aérea y son informados de que tropas aliadas se encargarán de lo que queda de ella.

- Operación Guillotina (Desarrollo:  [Teherán; Irán] [Fecha: 31 de Octubre, 0645 hora Zulú]): Blackburn, nuevamente en Teherán, inicia un asalto junto a su equipo con el objetivo de encontrar a Al-Bashir. Al llegar a un edificio de apartamentos y no encontrar nada, se dirigen por la carretera de la ciudad y son emboscados por tropas del PLR. Luego de eliminar las tropas del PLR, se dirigen a un banco donde supuestamente encontrarían información valiosa acerca del paradero de Al-Bashir. Junto con Matkovic, irrumpen en el banco y despejan el camino al resto de los marines que luegon se dividen la búsqueda dejando a Blackburn y a su equipo la tarea de buscar en el subterráneo y las bóvedas. Llegan al subterráneo y es allí donde descubren un cajón con una bomba nuclear, pero con espacio para tres y mapas de París y del metro de Nueva York con una hora escrita, 6:02. Luego ven por las pantallas de seguridad que Al-Bashir entra en el banco junto con Solomon y escuchan como el edificio empieza a derrumbarse.

- Camaradas (Desarrollo:  [París; Francia] [Fecha: 13 de Noviembre, 1320 hora Zulú]): En esta misión serás Dimitri "Dima" Mayakovski (misión temporalmente anterior al interrogatorio de Blackburn). Este agente Spetsnaz de la división Vympel, junto con sus compañeros, Kiril y Vladimir están en busca de Solomon y la bomba que supuestamente sería detonada en París. Entran en un edificio de oficinas lleno por las tropas enemigas del PLR. Encuentran la bomba y empiezan una persecución contra el portador debido a que Dima posee un inhibidor de radiofrecuencias que hace que el detonador de la bomba no funcione pero para que eso suceda, la bomba debe estar cerca del dispositivo. Salen a las calles de París donde se enfrentan a la policía francesa que los confunde con terroristas mientras el soldado con la bomba se da a la fuga. Luego de eliminar a los policías continúan la persecución pero un RPG mata a Vladimir dejando a Kiril y a Dima solos. Finalmente encuentran el maletín de la bomba pero al abrirlo se dan cuenta de que es un señuelo y que la bomba no está dentro de él y mientras tratan de determinar que ocurre, la verdadera bomba nuclear explota destruyendo parte de la ciudad a su paso.

- Carrera del Trueno (Desarrollo:  [Desierto de Kavir, Cerca de Teherán; Irán] [Fecha: 31 de Octubre, 0915 hora Zulú]): Ahora serás el Sgt. Jonathan Miller, quien es parte de la 1° división de tanques de los marines. Miller tiene la misión de llegar al banco e ir en ayuda de Blackburn y su equipo pero para eso deben atravesar el desierto. A medida que lo hacen son atacados por tropas y tanques del PLR. Luego de tocar las tropas enemigas, llegan a la carretera donde son atacados nuevamente, esta vez también por Coches Bomba. Al terminar con ellos dan paso a dirigirse a la ciudad.

- No temeré mal alguno (Desarrollo:  [Centro de Teherán; Irán] [Fecha: 31 de Octubre, 1045 hora Zulú]): Al llegar al banco, Miller da apoyo a Blackburn y a su equipo mientras esperan a un helicóptero de rescate para la extracción del pelotón y la bomba. El helicóptero llega pero solo tiene espacio para el equipo de Blackburn y la bomba por lo que Miller y su compañero de tanque deben esperar. Desafortunadamente el rescate no logra llegar a tiempo y Miller al no poder contener el ataque del PLR es tomado prisionero. Al final de esta misión se nos muestra al cabo Miller amarrado a una silla y con una cámara en frente, que luego de un discurso de Al-Bashir, graba la ejecución de Miller por parte de Solomon.

- Turno de noche (Desarrollo:  [Teherán; Irán] [Fecha: 2 de Noviembre, 0358 hora Zulú]): Blackburn y Campo están en la búsqueda de Al-Bashir mientras dan apoyo a un grupo de asalto liderado por Cole. A medida que avanzan encuentran la sala donde fue ejecutado Miller y son atacados. Luego de eliminar a sus enemigos dan paso a prestar apoyo de francotirador al equipo de Cole y mientras hacen esto, se dan cuenta de que Al-Bashir intenta escapar. Detienen su auto y lo capturan, pero está muy malherido. Entran a un centro comercial donde Campo trata de sacarle información a Al-Bashir y mantenerlo con vida mientras Blackburn repele a los enemigos que los atacan. Finalmente logran escapar en un helicóptero en ese momento Al-Bashir les revela que Solomon lo usó y traicionó y que va a atacar, luego de decir esto muere a causa de sus heridas. Campo recoge el celular de Al-Bashir donde podría tener información del paradero de xxx.

- Entre disparos y canciones  (Desarrollo:  [Valle de Araz; Irán] [Fecha: 9 de Noviembre, 0810 hora Zulú]): Luego de extraer información del celular de Al-Bashir, Blackburn y su equipo son enviados a capturar a Amir Kaffarov, un traficante de armas y amigo de Al-Bashir. Son emboscados y cuando salen a campo abierto observan el desembarco de los paracaidistas rusos en ese momento el comandante (Cole) decide continuar con la misión con el argumento de demostrar la complicidad de los rusos con el PLR. Blackburn y su equipo se abren paso hasta llegar a un puente donde son atacados por un Su-25 ruso. Blackburn logra destruirlo con un lanzacohetes FIM-92 Stinger después de que abatiera a Campo y Matkovic, lo que desencadena la ira de Montes en contra de Cole.

- Kaffarov (Desarrollo:  [Valle de Araz; Azerbaiyán] [Fecha: 9 de Noviembre, 0830 hora Zulú {Dima} - 0915 hora Zulú {Blackburn}]): En esta misión volvemos a encarnar a Dima. Es un Flashback de lo que había pasado antes de París (ya que los eventos de "Camaradas" ocurren tan solo 10 horas antes de la interrogación de Blackburn) y en esta misión Dima, Kiril y Vladimir deben ir en busca de Kaffarov en su casa. Al llegar a su casa son atacados por los contratistas de Kaffarov pero logran repelerlos y encontrar a Kaffarov quien casi logra escapar en helicóptero, pero Dima se sube al helicóptero y cuando este ya está en el aire, logra tomar a Kaffarov y tirarse para caer en la piscina de la casa. Finalmente se nos muestra el momento en que Blackburn llega a la casa de Kaffarov para encontrarlo agonizando al lado de su piscina, ahí conoce a Dima quien le dice que Solomon atacará en París y Nueva York y que deben actuar juntos para impedirlo pero debe matar a Cole (ya que no permitiría dejar libre a un agente ruso) que se está acercando, Cole es abatido a disparos por Blackburn. En ese momento Dima le dice que debe detener a Solomon cueste lo que cueste.

- El gran destructor (Desarrollo: ): Volvemos al inicio del juego. Blackburn en la sala de interrogaciones se encuentra nuevamente con Montes con el cual huye de ahí. Luego de saltar y entrar al tren en búsqueda de Solomon, Blackburn es atrapado por este, pero Blackburn logra zafarse. Tras la explosión del tren inicia una persecución en contra de Solomon por las alcantarillas y luego junto a Montes en un auto de policía. El auto de policía se estrella con el de Solomon y tanto él como Montes y Blackburn logran salir con vida pero malheridos. Solomon logra incorporarse y mata a Montes, pero Blackburn actúa rápido y luego de una larga pelea mano a mano, logra asesinarlo y se queda mirando la bomba nuclear, sin saber que hacer.

Finalmente se nos muestra un video de Dima, el cual sobrevivió a la explosión de París, en el que nos cuenta sobre la radiación que lo afecta y de que ha dejado por escrito tanto su historia como la de BlackBurn y su equipo. Al final de contarnos esto, toma su arma y se escucha que la carga, inmediatamente después se oye que alguien toca su puerta.

## Personajes principales
- Sargento Henry "Black" Blackburn. Es miembro del Cuerpo de Marines de los Estados Unidos (siglas en inglés USMC) y el protagonista principal del juego. Durante el argumento, es interrogado por 2 agentes de la CIA sobre una amenaza terrorista por parte del PLR y su líder llamado Solomon. Las misiones de Blackburn se centra en como conoció los planes de Solomon y su relación con Dimitri "Dima" Mayakovsky.

- Dimitri "Dima" Mayakovsky. Es el segundo protagonista del juego. Antiguo miembro de los Spetsnaz, la misión de Dima consiste en detener los planes de Solomon cueste lo que cueste. Tras conocer a Blackburn, le indica que un hombre llamado Solomon planea atacar París y Nueva York, de esta manera Blackburn se une a Dima para detenerlo. El personaje es jugable en solo 2 misiones: Camaradas y Kaffarov. También es un personaje secundario en Battlefield 4.

- Sargento Jonathan Miller. Es miembro del Cuerpo de Marines de Estados Unidos y operador de un tanque durante una operación en Teherán, Irán para rescatar a Blackburn y sus compañeros. Al asegurar el punto de extracción, es capturado por el PLR y asesinado a manos de Solomon por orden de Faruk Al-Bashir.

### Antagonistas
- Solomon. Es el principal antagonista del juego. Aliado de Faruk Al-Bashir y el PLR, sus planes consisten en atacar París y Nueva York con armas nucleares. Otro de sus aliados es Amir Kaffarov. Según los agentes que interrogan a Blackburn, Solomon es un agente activo de la CIA con el objetivo de conseguir información sobre Al-Bashir, pero en realidad sus planes no son lo que parecen, aunque la CIA no se da cuenta de ello.

- Faruk Al-Bashir. Es el segundo antagonista del juego y líder del PLR (People´s Liberation and Resistance).

- Amir Kaffarov. Es el proveedor de armas de Solomon. Al ser capturado en su villa por el GRU, este le revela los planes de Solomon a Dima.

### Otros personajes
- Steve Campo. Es miembro del Cuerpo de Marines de Estados Unidos y parte del 1.er batallón de reconocimiento. Acompaña a Blackburn, Montes y Matkovic en casi todas las misiones. Muere asesinado con Matkovic a causa de un Jet del GRU.

- John Matkovic. Miembro del Cuerpo de Marines de Estados Unidos, parte del 1.er batallón de técnicos. Acompaña a Blackburn, Montes y Campo en casi todas las misiones. Muere asesinado con Campo a causa de un Jet del GRU.

- / David "Dave" Montes. Es el compañero de Blackburn y miembro del Cuerpo de Marines de Estados Unidos. Acompaña a Blackburn en todo el modo campaña hasta la última misión en la cual es asesinado por Solomon.

- Quinton Cole. El oficial al mando de Blackburn y su unidad. Muestra cierta frialdad y agresividad contra sus soldados. Blackburn lo mata en la misión Kaffarov para poder detener a Solomon.

- Vladimir. Es el compañero de Dima. Muere en la misión Camaradas por un RPG enemigo impactado en un autobús

- Kiril. Forma parte del equipo de Dima y Vladimir. Después de que la bomba de París estallará, se desconoce su paradero o se cree que murió por los efectos de la radiación nuclear.

- Agentes de la CIA Gordon y Wisthler. Son los agentes que interrogan a Blackburn durante toda la trama. No creen que la historia de Blackburn sea cierta, sino aseguran que Dima lo engaño para estallar la bomba en París y que Solomon no es un terrorista.

## Posible lanzamiento para Wii U
El 7 de junio del 2011, durante la conferencia de prensa de Nintendo E3 2011, John Riccitiello de EA subió al escenario y expresó su interés por el nuevo sistema de Nintendo, la Wii U, e hizo alusión a un posible juego de Battlefield 3 para la Wii U.
Unos meses después, el productor de DICE, Patrick Liu, ha querido aclarar que actualmente no hay planes para llevar Battlefield 3 a Wii U, básicamente porque a la consola de Nintendo le falta mucho tiempo por salir y no tendría sentido lanzar un juego que está a punto de estrenarse.
“Estamos viendo lo que podemos hacer en Wii U, pero no tenemos juegos planeados aún”, aclara Patrick al medio GameCentral. “Hasta que no tengamos una idea brillante que podamos llevar a cabo con el nuevo control, pienso que no tiene sentido hacer otra versión que simplemente sea igual a las demás”, afirma.
Una de las posibles funciones que podrían incluir en esta hipotética versión sería un mapa en el mando de control, aunque ven improbable que lo acaben lanzando: “Probablemente no sería Battlefield 3 porque Wii U está todavía lejos de lanzarse.”.

## Tecnología
Battlefield 3 utiliza el motor gráfico Frostbite 2 dando un aspecto extremadamente realista al juego además de la posibilidad de afectar el escenario a una escala mucho mayor y con mucho más realismo que en juegos anteriores de la saga (se puede destruir gran cantidad de edificios al mismo tiempo y se ven terremotos aunque solo sea en momentos muy anecdóticos del modo historia).
Además la iluminación es otro aspecto corregido (ya que en el Battlefield Bad Company 2 fue uno de los puntos débiles del motor), la real-time Radiosity, como se le llama, aporta una imagen muy superior a la vista en anteriores generaciones de juegos.
Por otro lado Battlefield 3 cuenta con un sistema de animaciones que otorga mucho más realismo a la jugabilidad. Dicha tecnología es usualmente empleada en títulos de deportes como FIFA y Madden.
La fecha de salida fue el 25 de octubre del 2011 (poco antes del lanzamiento de su rival Call of Duty Modern Warfare 3 que se lanzaría el día 8 del mes siguiente), junto a un paquete de mapas, entre los cuales se incluye el aclamado mapa Strike at Karkand de Battlefield 2, y vehículos exclusivos de la versión limitada. Dicho paquete de mapas se adquiere de forma gratuita para aquellos que reservaron el juego o adquirieron la Edición Limitada.

## Clases
El juego cuenta con cuatro clases para el modo de juego multijugador en línea:
- Clase de Asalto

Lleva un kit médico que se tira al suelo y la salud de los compañeros cercanos se regenera más rápidamente y también puede revivir a los compañeros caídos en el campo de batalla con un kit de desfibrilación. Suele llevar fusiles de asalto como arma principal. Una vez desbloqueado, puede reemplazar en kit médico por un lanzagranadas M320, que puede ser montado bajo el cañón de su arma principal y equipado con munición explosiva, de humo o perforante. También se puede desbloquear la M26 MASS, una escopeta más ligera con distintos tipos de munición. 
- Clase de Apoyo

Puede lanzar munición por medio de una caja de munición en la cual cuando se ha quedado sin balas o granadas, la caja suplirá con más. Así como usar una LMG (ametralladora ligera) para combatir a las hordas de enemigos que se crucen en su camino. La LMG puede estar dotada con un bípode que puede desplegarse cuando uno este cuerpo a tierra y sobre superficies lisas para darte una mayor precisión y reducción del retroceso. También, si disparas fuego de supresión sobre el enemigo, puedes conseguir algunos puntos extra ya que nublarás su visión y se detendrá su regeneración de salud. Esta táctica puede utilizarse para permitir a otros jugadores avanzar mientras se les provee de fuego de cobertura.
- Clase de Ingeniero

Está equipada con una carabina o subfusil y un lanzacohetes antivehículos (alternativamente puede equiparse con misiles antiaéreos FIM-92 Stinger o 9K38 Igla). Extremadamente útil contra todo tipo de blindado enemigo, el ingeniero también posee una herramienta de reparación para reparar vehículos aliados o destruir los del enemigo. Puede reemplazar esto último por minas antitanque M15. Si equipa un lanzacohetes FGM-148 Javelin, puede lanzar un misil guiado por láser, previa marcación láser por un SOFLAM (recon).
- Clase de Reconocimiento

Lleva equipado un rifle de francotirador semiautomático o bien de cerrojo. La misión principal de esta clase es avistar a los enemigos, para que el equipo sepa dónde se encuentran. También puede equipar un punto de renacimiento o spawn beacon que permite a los miembros del escuadrón reaparecer en donde se encuentre el dispositivo, así también como un sensor de movimiento que revela a los enemigos cercanos en el mapa y un sistema de marcación de objetivos por láser (SOFLAM).
A pesar de que cada clase tiene un tipo predeterminado de arma principal también hay algunas armas "generales" (PP-2000, MC 870, UMP-45, PDW-R...) Estas pueden ser llevadas por todas las clases. Con la salida del pack de expansión Aftermath también puedes sustituir el objeto de la ranura del botiquín, del antitanque, de los explosivos C4 y del T-UGS por la ballesta o la ballesta con mira telescópica y cualquier tipo de su munición: perno estándar, perno explosivo, perno con escáner de enemigos o perno estabilizado de largo alcance.

## Armas
Las armas de Battlefield 3 son casi completamente personalizables mediante la obtención de mejoras al alcanzar cierto número de "enemigos abatidos". Entre las opciones de personalización se incluyen miras que van desde infrarrojas a miras de francotirador de 12 aumentos. También se le pueden adicionar miras láser, asas delanteras, mejoras de munición, bípodes, etc. Sin embargo, un arma solo puede llevar 3 mejoras + camuflaje (solo algunas armas), y en cada arma las mejoras están divididas en dos grupos (primarias, como las miras láser y linternas; y las secundarias, como los bípodes y asas delanteras).

### Fusiles de asalto
- Sólo disponibles para la clase de asalto.

| Arma    | País de origen          | Introducido | Calibre | Munición       | Cargador                    |
| ------- | ----------------------- | ----------- | ------- | -------------- | --------------------------- |
| AEK-971 | Rusia                   | 1994        | 5,45 mm | 7,62 x 39      | Extraíble curvo de 30 balas |
| AK-74M  | Unión Soviética         | 1978        | 5,45 mm | 5,45 x 39      | Extraíble curvo de 30 balas |
| AN-94   | Rusia                   | 1997        | 5,45 mm | 5,45 x 39      | Extraíble curvo de 30 balas |
| F2000   | Bélgica                 | 2001        | 5,56 mm | 5,56 x 45 OTAN | Extraíble curvo de 30 balas |
| KH-2002 | Irán                    | 2001        | 5,56 mm | 5,56 x 45 OTAN | Extraíble curvo de 30 balas |
| G3A3    | Alemania                | 1959        | 7,62 mm | 7,62 x 51 OTAN | Extraíble recto de 20 balas |
| M416    | Alemania                | 2005        | 5,56 mm | 5,56 x 45 OTAN | Extraíble curvo de 30 balas |
| FAMAS   | Francia                 | 1978        | 5,56 mm | 5,56 x 45 OTAN | Extraíble curvo de 25 balas |
| M16A3   | Estados Unidos          | 1961        | 5,56 mm | 5,56 x 45 OTAN | Extraíble curvo de 30 balas |
| L85A2   | Reino Unido             | 1985        | 5,56 mm | 5,56 x 45 OTAN | Extraíble curvo de 30 balas |
| AUG A3  | Austria                 | 1979        | 5,56 mm | 5,56 x 45 OTAN | Extraíble curvo de 30 balas |
| SCAR-L  | Bélgica/ Estados Unidos | 2009        | 5,56 mm | 5,56 x 45 OTAN | Extraíble curvo de 30 balas |

### Carabinas
- Sólo disponibles para la clase de ingeniero.

| Arma    | País de origen          | Introducida | Calibre | Munición       | Cargador                    |
| ------- | ----------------------- | ----------- | ------- | -------------- | --------------------------- |
| A-91    | Rusia                   | 2001        | 5,56 mm | 5,56 x 45 OTAN | Extraíble curvo de 30 balas |
| AKS-74U | Unión Soviética         | 1974        | 5,45 mm | 5,45 x 39      | Extraíble curvo de 30 balas |
| G36C    | Alemania                | 1997        | 5,56 mm | 5,56 x 45 OTAN | Extraíble curvo de 30 balas |
| M4A1    | Estados Unidos          | 1994        | 5,56 mm | 5,56 x 45 OTAN | Extraíble curvo de 30 balas |
| SCAR-H  | Bélgica/ Estados Unidos | 2007        | 5,56 mm | 5,56 x 45 OTAN | Extraíble curvo de 20 balas |
| SG 553  | Suiza                   | 1990        | 5,56 mm | 5,56 x 45 OTAN | Extraíble curvo de 30 balas |
| SKS     | Unión Soviética         | 1945        | 7,62 mm | 7,62 x 39      | Interno fijo, de 10 balas   |
| MTAR-21 | Israel                  | 2005        | 5,56 mm | 5,56 x 45 OTAN | Extraíble curvo de 30 balas |
| G53     | Alemania                | 1991        | 9-10 mm | 5,56 x 45 OTAN | Extraíble curvo de 30 balas |
| QBZ-95B | China                   | 1997        | 5,56 mm | 5,8 x 42 mm    | Extraíble curvo de 30 balas |
| ACW-R   | Estados Unidos          | 2010        | 7 mm    | 6,5 mm Grendel | Extraíble curvo de 26 balas |

### Ametralladoras ligeras
- Sólo disponibles para la clase de apoyo.

| Arma         | País de origen          | Introducida | Calibre | Munición        | Cargador                     |
| ------------ | ----------------------- | ----------- | ------- | --------------- | ---------------------------- |
| M249         | Bélgica/ Estados Unidos | 1982        | 5,56 mm | 5,56 x 45 OTAN  | Cinta de 100 balas           |
| M27 IAR      | Alemania                | 2005        | 5,56 mm | 5,56 x 45 OTAN  | Extraíble curvo de 45 balas  |
| M60E4        | Estados Unidos          | 1957        | 7,62 mm | 7,62 x 51 OTAN  | Cinta de 100 balas           |
| PKP Pecheneg | Rusia                   | 1998        | 7,62 mm | 7,62 x 54 R     | Cinta de 100 balas           |
| RPK-74M      | Unión Soviética         | 1961        | 7,62 mm | 7,62 x 39       | Extraíble curvo de 45 balas  |
| L86A2        | Reino Unido             | 1985        | 5,56 mm | 5,56 x 45 OTAN  | Extraíble curvo de 45 balas  |
| M240B        | Bélgica/ Estados Unidos | 1977        | 7,62 mm | 7,62 x 51 OTAN  | Cinta de 100 balas           |
| MG36         | Alemania                | 1997        | 5,56 mm | 5,56 x 45 OTAN  | Tambor extraíble de 50 balas |
| QBB-95       | China                   | 1997        | 5,56 mm | 5,8 x 42 DAP-87 | Tambor extraíble de 75 balas |
| LSAT         | Estados Unidos          | 2004        | 5,56 mm | 5,56 x 45 OTAN  | Cinta de 100 balas           |
| AM. Tipo 88  | China                   | 1988        | 5,56 mm | 5,8 x 42 DAP-87 | Cinta de 100 balas           |

### Fusiles de francotirador
- Sólo disponibles para la clase de reconocimiento.

| Arma       | País de origen  | Introducido | Calibre | Munición          | Cargador                    |
| ---------- | --------------- | ----------- | ------- | ----------------- | --------------------------- |
| M40A5      | Estados Unidos  | 1966        | 7,62 mm | 7,62 x 51 OTAN    | Extraíble recto de 10 balas |
| M98B       | Estados Unidos  | 2008        | 8,58 mm | .338 Lapua Magnum | Extraíble recto de 5 balas  |
| MK11 MOD 0 | Estados Unidos  | 1990        | 7,62 mm | 7,62 x 51 OTAN    | Extraíble recto de 11 balas |
| M417       | Alemania        | 2005        | 7,62 mm | 7,62 x 51 OTAN    | Extraíble recto de 20 balas |
| JNG-90     | Turquía         | 2008        | 7,62 mm | 7,62 x 51 OTAN    | Extraíble recto de 10 balas |
| SVD        | Unión Soviética | 1963        | 7,62 mm | 7,62 x 54 R       | Extraíble curvo de 10 balas |
| SV98       | Rusia           | 1998        | 7,62 mm | 7,62 x 54 R       | Extraíble recto de 10 balas |
| L96        | Reino Unido     | 1980        | 7,62 mm | 7,62 x 51 OTAN    | Extraíble recto de 10 balas |
| QBU-88     | China           | 1997        | 7,62 mm | 5,8 x 42          | Extraíble recto de 10 balas |

### Subfusiles
- Disponibles para todas las clases.

| Arma    | País de origen  | Introducido | Calibre  | Munición          | Cargador                         |
| ------- | --------------- | ----------- | -------- | ----------------- | -------------------------------- |
| AS Val  | Unión Soviética | 1980        | 9 mm     | 9 x 39            | Extraíble recto de 20 o 30 balas |
| MP7     | Alemania        | 2001        | 4,6 mm   | 4,6 x 30          | Extraíble recto de 20 o 40 balas |
| P90     | Bélgica         | 1994        | 5,7 mm   | 5,7 x 28          | Extraíble recto de 50 balas      |
| PP-2000 | Rusia           | 2003        | 9 mm     | 9 x 19 Parabellum | Extraíble recto de 20 o 40 balas |
| PDW-R   | Estados Unidos  | 2012        | 5,56 mm  | 5 × 56 mm         | Extraíble recto de 20 o 30 balas |
| UMP-45  | Alemania        | 1999        | 11,43 mm | .45 ACP           | Extraíble recto de 25 balas      |
| PP-19   | Rusia           | 1996        | 9 mm     | 9 × 18 mm Makarov | Extraíble tubular de 50 balas    |
| M5K     | Alemania        | 1966        | 9 mm     | 9 x 19 Parabellum | Extraíble curvo de 20 o 30 balas |

### Escopetas
- Disponibles para todas las clases.

| Arma     | País de origen  | Introducida | Calibre        | Munición        | Cargador                             |
| -------- | --------------- | ----------- | -------------- | --------------- | ------------------------------------ |
| 870MCS   | Estados Unidos  | 1951        | .12 (18,53 mm) | Cartucho del 12 | Depósito tubular de 4 o 7 cartuchos  |
| DAO-12   | Sudáfrica       | 1980        | .12 (18,53 mm) | Cartucho del 12 | Tambor de 8 u 12 cartuchos           |
| XM1014   | Italia          | 1999        | .12 (18,53 mm) | Cartucho del 12 | Depósito tubular de 4 o 7 cartuchos  |
| Saiga-12 | Unión Soviética | 1970s       | .12 (18,53 mm) | Cartucho del 12 | Extraíble recto de 7 u 11 cartuchos  |
| USAS-12  | Corea del Sur   | 1980s       | .12 (18,53 mm) | Cartucho del 12 | Extraíble recto de 7 u 11 cartuchos  |
| SPAS-12  | Italia          | 1982        | .12 (18,53 mm) | Cartucho del 12 | Depósito tubular de 5 o 7 cartuchos  |
| MK3A1    | Estados Unidos  | 1982        | .12 (18,53 mm) | Cartucho del 12 | Tambor extraíble de 9 o 13 cartuchos |

## Armas secundarias

### Pistolas y revólveres
- Disponibles para todas las clases.

| Arma         | País de origen | Introducida | Calibre  | Munición          | Cargador                     |
| ------------ | -------------- | ----------- | -------- | ----------------- | ---------------------------- |
| 93R          | Italia         | 1979        | 9 mm     | 9 x 19 Parabellum | Extraíble recto, de 20 balas |
| G17C         | Austria        | 1982        | 9 mm     | 9 x 19 Parabellum | Extraíble recto, de 17 balas |
| G18C         | Austria        | 1982        | 9 mm     | 9 x 19 Parabellum | Extraíble recto, de 19 balas |
| M1911        | Estados Unidos | 1911        | 11,43 mm | .45 ACP           | Extraíble recto, de 7 balas  |
| M9           | Italia         | 1975        | 9 mm     | 9 x 19 Parabellum | Extraíble recto, de 10 balas |
| Magnum 44    | Estados Unidos | 1955        | 11 mm    | .44 Magnum        | Tambor de 6 balas            |
| MP-412 REX   | Rusia          | 1999        | 9 mm     | .357 Magnum       | Tambor de 6 balas            |
| MP-443 Grach | Rusia          | 2003        | 9,2 mm   | 9 x 18 Makarov    | Extraíble recto, de 10 balas |

### Lanzacohetes y lanzamisiles
- Sólo disponibles para la clase ingeniero.

| Arma            | País de origen  | Introducido | Calibre | Munición          |
| --------------- | --------------- | ----------- | ------- | ----------------- |
| 9K38 Igla       | Unión Soviética | 1983        | 72 mm   | Misil de 72 mm    |
| FGM-148 Javelin | Estados Unidos  | 1996        | 127 mm  | Misil de 12 kg    |
| FIM-92 Stinger  | Estados Unidos  | 1978        | 70 mm   | Misil de 3 kg     |
| SMAW            | Estados Unidos  | 1984        | 83,5 mm | Cohete de 83,5 mm |
| RPG-7           | Unión Soviética | 1961        | 85 mm   | Cohete de 85 mm   |

### Ballesta
El nuevo DLC, Aftermath, introdujo la ballesta ("XBOW" en inglés) como arma para todas las clases. La ballesta está constituida de piezas sobrantes de distintas armas de fuego no funcionales, como el marco, sobre el cual se monta un arco rudimentario accionado por un gatillo.
El jugador podrá elegir entre dos tipos distintos de ballesta, la ballesta "estándar", equipada con una Mira de punto rojo, y otra equipada con una Mira telescópica de 7 aumentos. Dejando de lado las ópticas, no hay ninguna diferencia apreciable entre los dos modelos.
El jugador también podrá elegir de una variedad de flechas o pernos, los cuales tendrán distintas utilidades:
- Perno estándar (Bolt):Perno estándar de la ballesta. Posee una considerable caída a la distancia, precisión moderada y elevado daño.
- Perno escáner (Scan bolt): Perno que no daña al enemigo si lo impacta. Si se dispara contra una superficie sólida, se clava en la misma y escanea el área circundante revelando la posición de los enemigos cercanos en el mapa.
- Perno equilibrado o EQ (Balanced bolt): Perno que posee baja caída a la distancia y daño medio. Diseñado para enfrentamientos de medio a largo alcance.
- Perno explosivo EX (HE bolt): Perno de muy corto alcance. En su punta posee una cantidad de explosivo plástico. Útil contra vehículos de blindaje ligero y para las clases sin equipamiento antivehículos, como la de reconocimiento.

## Expansiones y DLC
DICE ha lanzado hasta ahora cinco packs de expansión:
- Back to Karkand:[7] contiene cuatro mapas clásicos de Battlefield 2: Gulf of Oman, Sharqi peninsula, y los clásicos Wake island y Strike at Karkand. También incluye nuevas chapas de identificación, el modo Asalto conquista y 10 armas nuevas, que pueden ser desbloqueadas luego de completar misiones específicas o Assignments.
- Close Quarters:[8] Close Quarters agrega al juego 4 mapas orientados al combate cerrado de infantería o CQC. Al igual que Back to Karkand incluye 10 nuevas armas a las que se puede acceder luego de completar misiones específicas. También incluye dos nuevos modos de juego: Gun master y Conquest Domination.
- Armored Kill:[9] Armored Kill ofrece grandes mapas con nuevos vehículos, como los destructores de tanques (vehículos ligeramente blindados pero armados con potentes cañones para destruir los blindados enemigos) y artillería móvil, entre otras cosas. Una gran introducción fue la aeronave AC-130, disponible al capturar banderas específicas en cada mapa, y el mapa más grande en la historia de toda la franquicia: Desierto de Bandar.
- Aftermath:[10] Aftermath añade al videojuego, cuatro nuevos mapas, entre ellos: Palacio de Azadi, Epicentro, Monolito de Markaz y Mercado de Talah, tres nuevos vehículos con mayor potencia de fuego y destrucción, un nuevo modo de juego llamado Carroñero (Scavenger en inglés), en el que los soldados armados únicamente con una pistola lucharán por sobrevivir. El contenido también incluye una ballesta, diez nuevas misiones, diez chapas de identificación, y cinco logros y trofeos.

- Endgame: En esta expansión, se cuenta con nuevos modos de juego como Captura la bandera (Capture the flag) y Superioridad aérea (Air superiority).

También ha salido la versión de Battlefield 3 llamada Battlefield 3 Premium, en la cual incluye todos los DLC que DICE ha lanzado, incluyendo los lanzados más adelante (todos los DLC serán gratis para los que tengan Battlefield 3 Premium), nuevas armas, nuevas chapas de identificación, torneos con doble experiencia, etc.

## Battlelog
No volverás a estar solo en la batalla gracias al poder de las nuevas características para la comunidad de Battlelog. Los jugadores pueden crear sus propios pelotones, comunicarse con otros jugadores y comparar su progreso multijugador con amigos y enemigos por igual. Battlelog es gratuito en todas las plataformas.

Battlelog es una plataforma en línea que permite a los jugadores ingresar al juego, ver sus estadísticas, conversar con otros jugadores, formar grupos de jugadores conocidos como pelotones y ver los registros de todas sus batallas. También permite a los usuarios invitar a sus amigos a la partida en la que están jugando mediante la "Drop-Zone", ingresar a foros del juego y ver las noticias del mismo.

## Modos de juego
Los modos de juego en Battlefield 3 son:
- TCT: Equipo (Todos contra todos): Team Deatmatch en la versión en inglés. Los jugadores son divididos en equipos (Rusia y Estados Unidos), los cuales se enfrentan en una batalla a muerte. Los jugadores aparecerán en puntos de aparición (Spawn points) aleatorios; el equipo en llegar a un número determinado de bajas enemigas será el vencedor.
- TCT: Patrulla (Squad Deathmatch en Inglés). Los jugadores son divididos en hasta cuatro patrullas que pelean entre ellas. La patrulla que consiga primero el número indicado de bajas enemigas será la vencedora.
- Conquista (Conquest en Inglés): Es el primer modo de juego implementado en la saga Battlefield. Los jugadores, al igual que en TCT: Equipo, son divididos en dos equipos, mientras que el en el mapa habrá puntos denominados banderas, que podrán ser capturadas por los equipos, permitiéndoles utilizarlas como puntos de aparición. Ambos equipos comienzan con un determinado número de puntos o "tickets"; cada vez que un jugador muera, al reaparecer consumirá un ticket de la reserva de su equipo, además, si un equipo posee la mitad o más de las banderas, los tickets del equipo enemigo disminuirán gradualmente. El equipo que se quede sin tickets, pierde.
- Asalto (Rush en inglés): En este modo, el mapa se divide en distintas etapas. Uno de los equipo, llamado atacante, deberá colocar una carga explosiva y detonar un puesto de comunicación militar enemigo, o M-COM, mientras que el otro equipo, denominado defensor, deberá evitar que esto suceda, y en caso de que las cargas sean colocadas, desactivarlas antes de que estallen. Esto debe ser realizado dos veces para poder acceder a la siguiente etapa del mapa, donde debe repetirse el proceso hasta que se llegue hasta la etapa final. En este modo, solo el equipo atacante posee un número limitado de tickets. Así, si el equipo defensor logra eliminar a todo el equipo atacante, será el vencedor. Cada vez que se finalice una etapa, se reiniciara el número de tickets del atacante.
- Asalto por patrullas (Squad Rush): En Asalto por patrullas, han de enfrentarse dos patrullas en un mapa reducido. Las reglas son casi idénticas a Asalto, excepto que solo habrá una M-COM por etapa y solo dos etapas.
- Asalto Conquista (Conquest Assault): Este modo fue introducido con el paquete de expansión "Back to Karkand". Es muy similar al modo Conquista, excepto que al comenzar la ronda, un equipo esta en control de todas las banderas, y el otro equipo debe capturarlas.
- Maestro armero (Gun Master): Introducido con el paquete Close Quarters, maestro armero es un modo de juego basado en una modificación del juego Counter-Strike. Todos los jugadores comienzan con la misma pistola, y deben avanzar por las distintas armas del juego, pasando a la siguiente cada vez que se eliminan dos enemigos. La última es el cuchillo, quien logre eliminar a un jugador con esta arma será el vencedor.
- Dominación de Conquista (Conquest Domination): También incluido con el paquete Close Quarters, básicamente igual que el modo conquista, excepto que el radio de captura de las banderas es menor y las mismas se capturan mucho más rápido que en modo común.
- Superioridad de tanques (Tank Superiority): Introducido en el paquete Armored Kill. Consiste en un gran mapa con solo una bandera que estará situada cerca del centro del mapa, y múltiples blindados de distinto tipo para cada equipo, incitando grandes batallas.
- Carroñero (Scavenger): Introducido en el paquete Aftermath. Consiste en un mapa reducido con solo una pistola, cuchillo y granada, en las cuales los jugadores lucharan por la supremacía de banderas y armas distribuidos en diferentes Zonas del Mapa. Las armas se clasifican por niveles: los rifles de asalto, las ametralladoras ligeras y las carabinas tienen nivel 3, las escopetas y los rifles de precisión nivel 2 y las armas de defensa personal nivel 1.
- Superioridad Aérea (Air Superiority): En este modo de juego, se enfrentan dos equipos únicamente dotados de cazas de combate. Se situaran tres banderas distribuidas por el mapa y los equipos tienen que capturarlas para evitar perder tickets. Es similar al modo Conquista con la única diferencia de que el combate solo es a bordo de jets. No se puede eyectarse del avión y es imposible reaparecer fuera de él.

## Recepción
Battlefield 3 ha recibido críticas muy positivas por parte de Metacritic y GameRankings tanto para PC como para las consolas PlayStation 3 y Xbox 360.
Un análisis de Meristation lo calificó con un 9.5 (excelente), dejando claro que "así es la guerra".

### Premios
- Mejor Shooter, 2011 IGN People's Choice Award[32]
- Mejor juego multijugador, 2011 IGN People's Choice Award[33]
- Mejor Xbox 360 Shooter, Best of 2011 IGN Award & 2011 IGN People's Choice Award[34]
- Mejor juego Xbox 360 Multiplayer, Best of 2011 IGN Award & 2011 IGN People's Choice Award[35]
- Mejor PS3 Shooter, 2011 IGN People's Choice Award[36]
- Mejor juego PS3 Multiplayer, Best of 2011 IGN Award & 2011 IGN People's Choice Award[37]
- Mejor PC Shooter, Best of 2011 IGN Award & 2011 IGN People's Choice Award[38]
- Mejor juego PC Multiplayer, Best of 2011 IGN Award & 2011 IGN People's Choice Award[39]

### Ventas
Battlefield 3 ha vendido más de 15 millones de copias en todo el mundo, convirtiéndose en uno de los videojuegos más vendidos de la compañía Electronic Arts.